# Magic Sam Live
Magic Sam Live (иногда называется как Live at Ann Arbor & In Chicago) — двойной концертный альбом Мэджика Сэма , выпущенный в 1981 году. Лауреат 3rd Blues Music Awards 1982 года в номинации «Перевыпущенный альбом» .

## Об альбоме
В альбоме записано выступления Мэджика Сэма в Alex Club в Чикаго в октябре 1963 года ( песни A1, A2, A4, B1, B4), феврале 1964 года (A3, A5, B2, B3, B5) и на фестивале Ann Arbor Blues Festival в Анн-Арбор 3 августа 1969 года (весь второй диск). Первый диск записывался квинтетом с участием гитары, клавишных, саксофона, баса и ударных, второй — камерным трио из гитары, баса и ударных, причём Сэм Лэй в последний момент заменил не пришедшего барабанщика.  
Эл Кэмпбелл из AllMusic сказал что: «Диск передает не только чистую энергию музыкантов, но и колоссальный отклик публики на них…Не обращайте внимания на гнилое качество звука, это сырая блюзовая мощь, которая является бесценным документом жизненно важного шоу-мастерства Мэджика Сэма» 
В The Penguin Guide to Blues Recordings написали: «Эти концертные записи посредственного качества, но они не могут скрыть энергию, исходящую от группы. Сэм был талантливым гитаристом, но это было всего лишь дополнение к его мощной личности, которая отражалась в его вокале… Сэм сметает все перед собой, привыкший лидировать, и благодарный, если музыканты не отстают» .
Отмечалось также что: «Часто говорят что если бы те выступления были записаны на лучшем оборудовании того времени, Live in Ann Arbor & in Chicago был бы среди лучших концертных записей всех времён. А так он просто высоко оценивается» . 

## Список композиций

### Диск 1
| №  | Название                            | Автор(ы)                     | Длительность |
| -- | ----------------------------------- | ---------------------------- | ------------ |
| 1. | «Every Night About This Time»       | Дэйв Бартоломью, Фэтс Домино | 3:44         |
| 2. | «I Don't Believe You'd Let Me Down» | Мэджик Сэм                   | 4:19         |
| 3. | «Mole's Blues»                      | Мэджик Сэм                   | 4:49         |
| 4. | «I Just Got To Know»                | Мэджик Сэм                   | 4:22         |
| 5. | «Tore Down»                         | Сонни Томпсон                | 3:18         |

| №   | Название                | Автор(ы)      | Длительность |
| --- | ----------------------- | ------------- | ------------ |
| 6.  | «You Were Wrong»        | Мэджик Сэм    | 5:14         |
| 7.  | «Backstroke»            | Мэджик Сэм    | 3:48         |
| 8.  | «Come On In This House» | Джуниор Уэллс | 4:07         |
| 9.  | «Looking Good»          | Мэджик Сэм    | 3:17         |
| 10. | «Riding High»           | Мэджик Сэм    | 1:41         |

### Диск 2
| №  | Название                          | Автор(ы)             | Длительность |
| -- | --------------------------------- | -------------------- | ------------ |
| 1. | «San-Ho-Zay»                      | Мэджик Сэм           | 2:31         |
| 2. | «I Need You So Bad»               | Би Би Кинг, Сэм Линг | 4:15         |
| 3. | «You Don't Love Me»               | Мэджик Сэм           | 4:04         |
| 4. | «Strange Things Happening»        | Перси Мэйфилд        | 4:10         |
| 5. | «I Feel So Good (I Wanna Boogie)» | Мэджик Сэм           | 4:54         |

| №   | Название                    | Автор(ы)       | Длительность |
| --- | --------------------------- | -------------- | ------------ |
| 6.  | «All Your Love»             | Мэджик Сэм     | 4:55         |
| 7.  | «Sweet Home Chicago»        | Роберт Джонсон | 3:28         |
| 8.  | «I Got Papers On You, Baby» | Мэджик Сэм     | 3:30         |
| 9.  | «Looking Good»              | Мэджик Сэм     | 3:33         |
| 10. | «Looking Good (на бис)»     | Мэджик Сэм     | 1:46         |

## Участники записи
- Мэджик Сэм  — вокал, гитара

- Тайрон Картер — электрофортепиано  (A1, A2, A4, B1, B4)
- Эдди Шоу — саксофон-тенор, вокал (A1 — B5)
- Брюс Барлоу — бас-гитара (C1 — D5)
- Мак Томпсон — бас-гитара (A1 — B5), вокал (A1, A2, A4, B1, B4)
- Боб Ричи — ударные (A1, A2, A4, B1, B4)
- Роберт «Huckleberry Hound» Райт — ударные (A3, A5, B2, B3, B5)
- Сэм Лэй — ударные (C1 — D5)

Производство
- Стив Томашевски — координатор, продюсер
- Питер Кей Кролер — звукооператор (диск 1)
- Остин Иглхарт — звукооператор (диск 2)
- Джим Фишел — звукооператор (диск 2)
- Боб Маккамант — дизайн
- Дик Шурман — аннотация
- Джон Ар Фишел — аннотация, звукооператор (диск 2)
- Грег Робертс — фотография